# Nachwuchs-Basketball-Bundesliga 2025/26
Die Saison 2025/26 ist die 20. Spielzeit der Nachwuchs-Basketball-Bundesliga.
Der Startschuss fällt im Oktober 2025 mit den Spielen der Hauptrunden A und B.
Ab März 2025 folgten mehrere Auf- und Abstiegsrunden sowie Play-offs, um die vier Teilnehmer des Top-Four-Turniers zu ermitteln. Das abschließende Turnier, bestehend aus den beiden Halbfinalpartien und dem Endspiel, findet im Mai 2026 in der Ballsporthalle im Berliner Stadtteil Charlottenburg statt.
Die erste Qualifikationsrunde für die kommende NBBL- und JBBL-Saison 2025/26 ist am Wochenende über die Bühne gegangen.
In der U19-Liga hatten sich 27 Vereine gemeldet, um einen der vier vakanten Plätze zu ergattern. In den sechs Gruppen qualifizierten sich am Wochenende jeweils die Erst- und Zweitplatzierten, die nun in der 2. Qualifikationsrunde am kommenden Wochenende die vier Qualifikanten für die kommende Spielzeit ermitteln.
| # | Team                            | Spiele | Siege | Niederlagen | Punkte | Körbe   |
| - | ------------------------------- | ------ | ----- | ----------- | ------ | ------- |
| 1 | NTSV Wildcats                   | 4      | 4     | 0           | 8      | 268:201 |
| 2 | SC Rist Wedel                   | 4      | 3     | 1           | 6      | 265:216 |
| 3 | Buchhorn Bau Twisters Rendsburg | 4      | 2     | 2           | 4      | 200:224 |
| 4 | charisma young bulls            | 4      | 1     | 3           | 2      | 192:236 |
| 5 | TuS Bothfeld                    | 4      | 0     | 4           | 0      | 234:282 |

| # | Team                              | Spiele | Siege | Niederlagen | Punkte | Körbe   |
| - | --------------------------------- | ------ | ----- | ----------- | ------ | ------- |
| 1 | Mitteldeutsche Basketball Academy | 3      | 2     | 1           | 4      | 207:184 |
| 2 | BG Zehlendorf                     | 3      | 2     | 1           | 4      | 203:188 |
| 3 | Freakcity Bamberg                 | 3      | 1     | 2           | 2      | 178:198 |
| 4 | SG Bernau-Berlin-Nord             | 3      | 1     | 2           | 2      | 168:186 |

| # | Team                  | Spiele | Siege | Niederlagen | Punkte | Körbe   |
| - | --------------------- | ------ | ----- | ----------- | ------ | ------- |
| 1 | Young Lions Wuppertal | 3      | 3     | 0           | 6      | 227:195 |
| 2 | Phoenix Hagen         | 3      | 2     | 1           | 4      | 203:188 |
| 3 | Metropol Baskets Ruhr | 3      | 1     | 2           | 2      | 181:197 |
| 4 | ART Giants Düsseldorf | 3      | 0     | 3           | 0      | 178:209 |

| # | Team                    | Spiele | Siege | Niederlagen | Punkte | Körbe   |
| - | ----------------------- | ------ | ----- | ----------- | ------ | ------- |
| 1 | Young Guardians Koblenz | 3      | 3     | 0           | 6      | 174:153 |
| 2 | MTV Kronberg            | 3      | 2     | 1           | 4      | 179:131 |
| 3 | Young Gladiators Trier  | 3      | 1     | 2           | 2      | 170:150 |
| 4 | Makkabi Frankfurt       | 3      | 0     | 3           | 0      | 148:237 |

| # | Team                            | Spiele | Siege | Niederlagen | Punkte | Körbe   |
| - | ------------------------------- | ------ | ----- | ----------- | ------ | ------- |
| 1 | MTV Stuttgart 1843              | 4      | 3     | 1           | 6      | 268:217 |
| 2 | USC Freiburg                    | 4      | 3     | 1           | 6      | 274:230 |
| 3 | PS Karlsruhe LIONS              | 4      | 2     | 2           | 4      | 228:262 |
| 4 | Porsche BBA Ludwigsburg Talents | 4      | 2     | 2           | 4      | 258:225 |
| 5 | Young Tigers Tübingen           | 4      | 0     | 4           | 0      | 235:329 |

| # | Team                     | Spiele | Siege | Niederlagen | Punkte | Körbe   |
| - | ------------------------ | ------ | ----- | ----------- | ------ | ------- |
| 1 | DJK Sportbund München    | 4      | 3     | 1           | 6      | 247:210 |
| 2 | TSV München-Ost          | 4      | 3     | 1           | 6      | 263:151 |
| 3 | TSG Söflingen            | 4      | 2     | 2           | 4      | 182:243 |
| 4 | HAKRO Merlins Crailsheim | 4      | 2     | 2           | 4      | 187:193 |
| 5 | VfL Kirchheim Knights    | 4      | 0     | 4           | 0      | 166:248 |

## Teilnehmer

### Hauptrunde A
| Hauptrunde A (Nord)       | Hauptrunde A (Süd)                      |
| ------------------------- | --------------------------------------- |
| ALBA Berlin               | ratiopharm Ulm                          |
| Baskets Juniors Oldenburg | FC Bayern München Basketball            |
| Bayer Giants Leverkusen   | KICKZ IBAM                              |
| Berlin Braves Baskets     | Eintracht Frankfurt / Fraport Skyliners |
| Paderborn Baskets         | Porsche BBA Ludwigsburg                 |
| Rostock Seawolves         | Orange Academy                          |
| UBC Münster               | TEAM URSPRING                           |
| RASTA Academy             | Nürnberg Falcons                        |

### Hauptrunde B
| Hauptrunde B (Nord)          | Hauptrunde B (West)            | Hauptrunde B (Ost)                | Hauptrunde B (Süd)                |
| ---------------------------- | ------------------------------ | --------------------------------- | --------------------------------- |
| Eisbären Bremerhaven         | TG 1837 Hanau e.V.             | Basketball Löwen Erfurt           | DJK Sportbund München             |
| Hamburg Towers               | BBA Hagen                      | CYBEX Talents BBC Bayreuth        | TSV München-Ost                   |
| NTSV Wildcats                | Team Südhessen                 | Dresden Titans                    | Rhein-Neckar Metropolitans        |
| YOUNG RASTA DRAGONS          | RheinStars Köln                | Science City Jena                 | TS Jahn München                   |
| Sartorius Juniors            | ROTH Energie BBA Giessen 46ers | Niners Chemnitz                   | USC Heidelberg                    |
| SG Junior Löwen Braunschweig | Team Bonn/Rhöndorf             | Mitteldeutsche Basketball Academy | VR-Bank Würzburg Baskets Akademie |